# Llinatge dels Bardaixí
El llinatge dels Bardaixí té origen a la vall de Bardaixí i a la vall de Benasc. Figures destacades inclouen Pere de Bardexí al segle xii, Arnau de Bardaixí, col·laborador del rei Jaume I, i Berenguer de Bardaixí, jurista compromissari del Compromís de Casp (1412). La família va servir interessos del comte de Ribagorça i es va expandir per Aragó i el Regne de València.. Al segle xv, Antoni de Bardaixí va fundar la branca d'Albesa. Altres membres destacats inclouen bandolers com Joan de Bardaixí i d'Àger al segle xvi.